# Chippewa (town de Wisconsin)
Chippewa és un town al comtat d'Ashland a l'estat de Wisconsin. Segons el cens del 2010 tenia una població de 374 habitants.
Segons l'Oficina del Cens dels Estats Units el town té una superfície total de 125.5 milles quadrades (325.1 km2)  , dels quals 124.5 milles quadrades (322.4 km2)   son terra ferma  i 1.0 milla quadrada (2.7 km2)  , el 0,83%, és coberta d'aigua. És a una alçada de 460 msnm.

## Demografia
Segons el cens del 2000 el town tenia 433 habitants, 156 habitatges i 122 famílies. Tenia una densitat de 3,5 habitants per milla quadrada (1,3/km 2 ). Hi havia 280 habitatges amb una densitat de 0,9 habitants/km2 (2,3 habitants per milla quadrada). La composició racial de la ciutat era d'un 98,15% de blancs, un 0,92% afroamericans, un 0,69% nadius americans i un 0,23% de dues o més races. Els hispans o llatins de qualsevol raça eren el 0,23% de la població.
Dels 156 habitatges en un 28,8% hi vivien menors de 18 anys, en un 69,2% hi vivien parelles casades, en un 5,1% dones solteres, i en un 21,2% no hi vivien famílies. En el 18,6% dels habitatges hi vivien persones soles l'11,5% de les quals corresponien a persones de 65 anys o més vivint-hi soles. A cada habitatge hi vivien de mitjana 2,72 persones i en el cas dels habitatges on vivien famílies era de 3,10 persones.
Per edats la població es repartia de la següent manera: un 27,9% tenia menys de 18 anys, un 3,9% entre 18 i 24, un 26,6% entre 25 i 44, un 23,8% entre 45 i 60 i un 17,8% 65 anys o més vell. La mitjana d'edat era de 40 anys. Per cada 100 dones hi havia 107,2 homes. Per cada 100 dones de 18 o més anys hi havia 113,7 homes.
La renda mediana per habitatge era de 42.159 $ i la renda mediana per família de 47.250 $. Els homes tenien una renda mediana de 38.750 $ mentre que les dones 19.167 $. La renda per capita de la població era de 16.841 $. Al voltant del 5,3% de les famílies i el 8,7% de la població estaven per davall del llindar de pobresa, incloent el 9,1% dels menors de 18 anys i el 2,9% de 65 anys o més.